# Santo Amaro (Velas)
Santo Amaro é uma freguesia portuguesa do município de Velas,  com 21,23 km² de área e 790 habitantes (censo de 2021). A sua densidade populacional é 37,2 hab./km².
Foi nesta localidade que se deu a primeira erupção vulcânica depois do inicio do povoamento, aconteceu em 1580. Corria o ano de 1691 quando a localidade de Santo Amaro foi elevada à categoria de freguesia.
Os limites administrativos desta freguesia estendem-se desde a costa sul da ilha, atravessam o interior da mesma até à costa norte.
Os vinhos produzidos nesta localidade foram de grande qualidade, principalmente os produzidos na Costa sul, onde o clima quente e seco permitia a produção de vinho com elevado teor alcoólico e bons taninos. Na costa Norte, os vinhos actualmente produzidos são principalmente da casta de Cheiro e são-no nas fajãs como é o caso da Fajã de Vasco Martins.

## Demografia
A população registada nos censos foi:
| Distribuição da População por Grupos Etários | Distribuição da População por Grupos Etários | Distribuição da População por Grupos Etários | Distribuição da População por Grupos Etários | Distribuição da População por Grupos Etários |
| -------------------------------------------- | -------------------------------------------- | -------------------------------------------- | -------------------------------------------- | -------------------------------------------- |
| Ano                                          | 0-14 Anos                                    | 15-24 Anos                                   | 25-64 Anos                                   | > 65 Anos                                    |
| 2001                                         | 153                                          | 147                                          | 441                                          | 161                                          |
| 2011                                         | 126                                          | 91                                           | 491                                          | 154                                          |
| 2021                                         | 105                                          | 81                                           | 440                                          | 164                                          |

## Património construído
- Igreja de Santo Amaro
- Capela de Nossa Senhora da Luz
- Ermida de São josé
- Ermida de Nossa Senhora do Desterro (Fajã de Santo Amaro)|Ermida de Nossa Senhora das Candeias, (Fajã de Santo Amaro)]], Santo Amaro (Velas)
- Ermida de Nossa Senhora de Fátima

## Personalidades
- José Pereira da Cunha da Silveira e Sousa